# آبچلیک‌های زوزه‌گرگی
آبچلیک‌های زوزه‌گرگی (نام علمی: Bartramia) سرده‌ای از پرندگان است که شامل دو گونه است، آبچلیک زوزه‌گرگی موجود و گونه منقرض‌شده Bartramia umatilla از پلیوسن میانی اورگن.